# Hamburg (Zuid-Afrika)
Hamburg is een plaats met 1350 inwoners, in de Zuid-Afrikaanse provincie Oost-Kaap.